# Ústav biologie obratlovců Akademie věd České republiky
Ústav biologie obratlovců AV ČR, v. v. i. (ÚBO AV ČR) je česká veřejná výzkumná instituce, jeden z ústavů Akademie věd České republiky. Sídlí v Pisárkách v Brně a zabývá se výzkumem volně žijících obratlovců v oborech ichtyologie, herpetologie, ornitologie, mammalogie a medicínské zoologie.
Pracoviště Československé akademie věd (ČSAV) vzniklo v Brně v roce 1953 jako Laboratoř pro výzkum obratlovců, která se roku 1964 transformovala v samostatný Ústav pro výzkum obratlovců ČSAV. Roku 1984 ústav zanikl a jednotlivá pracoviště byla rozdělena do dalších složek ČSAV – do Ústavu systematické a ekologické biologie a do Ústavu ekologie krajiny. K obnovení samostatného pracoviště zaměřeného na výzkum obratlovců došlo v roce 1998, kdy Akademie věd České republiky zřídila Ústav biologie obratlovců.
ÚBO má také dvě detašovaná pracoviště ve Studenci a Valticích a terénní stanici v Mohelně.